# Onychiurus armatus
Onychiurus armatus is een springstaartensoort uit de familie van de Onychiuridae. De wetenschappelijke naam van de soort is voor het eerst geldig gepubliceerd in 1869 door Tullberg.